# اچ‌ام‌سی‌اس کلگری (اف‌اف‌اچ ۳۳۵)
اچ‌ام‌سی‌اس کلگری (اف‌اف‌اچ ۳۳۵) (به انگلیسی: HMCS Calgary (FFH 335)) یک کشتی بود که طول آن ۱۳۴٫۲ متر (۴۴۰ فوت) بود. این کشتی در سال ۱۹۹۲ ساخته شد.